# Kabula
Kabula je hrid na krajnjem sjeveru Brijunskog otočja, uz zapadnu obalu Istre. Najbliži otok je Gaz, oko 800 metara jugoistočno.
Na hridi, koja je na morskoj razini, je izgrađen svjetionik visine 3 metra.